# Selección de fútbol del Tíbet
La Selección nacional de fútbol del Tíbet es el representativo nacional de esta región y de los tibetanos exiliados fuera de ella. Tíbet es un miembro de la ConIFA, cuyo representante es la Asociación Nacional de Fútbol Tibetano, pero no es miembro de la FIFA ni de la AFC, por lo cual sus partidos no son reconocidos por esas entidades.
La selección de Tíbet estuvo inactiva por largo tiempo, hasta que en 2001 Dinamarca organizó un partido entre ellos y su colonia de Groenlandia, a pesar de los esfuerzos de China por cancelar el partido, después de ese partido la selección de Tíbet ha estado semiactiva, siendo sus partidos más importantes los que disputó en la FIFI Wild Cup 2006, donde perdieron sus dos partidos, ese mismo año participaron en la Copa ELF con la misma suerte.

## Desempeño en competiciones
| Copa Mundial VIVA | Copa Mundial VIVA | Copa Mundial VIVA | Copa Mundial VIVA | Copa Mundial VIVA | Copa Mundial VIVA | Copa Mundial VIVA | Copa Mundial VIVA | Copa Mundial VIVA |
| Año               | Posición          | GP                | G                 | E                 | P                 | GA                | GC                |                   |
| ----------------- | ----------------- | ----------------- | ----------------- | ----------------- | ----------------- | ----------------- | ----------------- | ----------------- |
| 2006              | No participó      | No participó      | No participó      | No participó      | No participó      | No participó      | No participó      |                   |
| 2008              | No participó      | No participó      | No participó      | No participó      | No participó      | No participó      | No participó      |                   |
| 2009              | No participó      | No participó      | No participó      | No participó      | No participó      | No participó      | No participó      |                   |
| 2010              | No participó      | No participó      | No participó      | No participó      | No participó      | No participó      | No participó      |                   |
| 2012              | No participó      | No participó      | No participó      | No participó      | No participó      | No participó      | No participó      |                   |
| Total             | 0/5               |                   |                   |                   |                   |                   |                   |                   |

| Copa Mundial de ConIFA | Copa Mundial de ConIFA | Copa Mundial de ConIFA | Copa Mundial de ConIFA | Copa Mundial de ConIFA | Copa Mundial de ConIFA | Copa Mundial de ConIFA | Copa Mundial de ConIFA | Copa Mundial de ConIFA |
| Año                    | Posición               | PJ                     | PG                     | PE                     | PP                     | GF                     | GC                     |                        |
| ---------------------- | ---------------------- | ---------------------- | ---------------------- | ---------------------- | ---------------------- | ---------------------- | ---------------------- | ---------------------- |
| 2014                   | No participó           | No participó           | No participó           | No participó           | No participó           | No participó           | No participó           |                        |
| 2016                   | No participó           | No participó           | No participó           | No participó           | No participó           | No participó           | No participó           |                        |
| 2018                   | 12º                    | 5                      | 0                      | 1                      | 4                      | 4                      | 20                     |                        |
| 2020                   | Evento cancelado       | Evento cancelado       | Evento cancelado       | Evento cancelado       | Evento cancelado       | Evento cancelado       | Evento cancelado       |                        |
| 2024                   | Clasificado            | Clasificado            | Clasificado            | Clasificado            | Clasificado            | Clasificado            | Clasificado            |                        |
| Total                  | 2/5                    | 5                      | 0                      | 1                      | 4                      | 4                      | 20                     |                        |

| Año                 | Posición            | PJ                  | PG                  | PE                  | PP                  | GF                  | GC                  |
| Copa Asia de ConIFA | Copa Asia de ConIFA | Copa Asia de ConIFA | Copa Asia de ConIFA | Copa Asia de ConIFA | Copa Asia de ConIFA | Copa Asia de ConIFA | Copa Asia de ConIFA |
| ------------------- | ------------------- | ------------------- | ------------------- | ------------------- | ------------------- | ------------------- | ------------------- |
| 2023                | 3º                  | 2                   | 0                   | 0                   | 2                   | 5                   | 8                   |
| Total               | 1/1                 | 2                   | 0                   | 0                   | 2                   | 5                   | 8                   |

| FIFI Wild Cup | FIFI Wild Cup | FIFI Wild Cup | FIFI Wild Cup | FIFI Wild Cup | FIFI Wild Cup | FIFI Wild Cup | FIFI Wild Cup | FIFI Wild Cup |
| Año           | Posición      | PJ            | PG            | PE            | PP            | GF            | GC            |               |
| ------------- | ------------- | ------------- | ------------- | ------------- | ------------- | ------------- | ------------- | ------------- |
| 2006          | 6º            | 2             | 0             | 0             | 2             | 0             | 12            |               |
| Total         | 1/1           | 2             | 0             | 0             | 2             | 0             | 12            |               |

| Copa ELF | Copa ELF | Copa ELF | Copa ELF | Copa ELF | Copa ELF | Copa ELF | Copa ELF | Copa ELF |
| Año      | Posición | PJ       | PG       | PE       | PP       | GF       | GC       |          |
| -------- | -------- | -------- | -------- | -------- | -------- | -------- | -------- | -------- |
| 2006     | 8º       | 3        | 0        | 0        | 3        | 0        | 14       |          |
| Total    | 1/1      | 3        | 0        | 0        | 3        | 0        | 14       |          |

## Partidos

### Resultados de la década 1970
| Estado   | Fecha                  |       | Resultado | Enemigo | lugar    |
| -------- | ---------------------- | ----- | --------- | ------- | -------- |
| Amistoso | 6 de noviembre de 1972 | Tíbet | 0-4       | Nepal   | China    |
| Amistoso | 7 de junio de 1979     | Tíbet | 2-3       | Nepal   | Katmandu |
| Amistoso | 9 de junio de 1979     | Tíbet | 1-2       | Nepal   | Katmandu |